# Geositta peruviana
A Geositta peruviana a madarak (Aves) osztályának verébalakúak (Passeriformes) rendjébe és a fazekasmadár-félék (Furnariidae) családjába tartozó faj.

## Rendszerezése
A fajt Frédéric de Lafresnaye francia ornitológus írta le 1847-ben.

## Alfajai
- Geositta peruviana paytae Menegaux & Hellmayr, 1906
- Geositta peruviana peruviana Lafresnaye, 1847
- Geositta peruviana rostrata Stolzmann, 1926[2]

## Előfordulása
A  Csendes-óceán partvidékén, Peru területén honos. Állandó, nem vonuló faj. A természetes élőhelye szubtrópusi és trópusi száraz cserjések.

## Megjelenése
Átlagos testhossza 13 centiméter, testtömege 16-19 gramm.

## Életmódja
Ízeltlábúakkal táplálkozik.

## Természetvédelmi helyzete
Nagy az elterjedési területe, egyedszáma stabil. A Természetvédelmi Világszövetség Vörös listáján nem fenyegetett kategóriában szerepel a faj.

## Külső hivatkozások
- Képek az interneten a fajról
- Internet Bird Collection - videók a fajról
- Xeno-canto.org - a faj hangja és elterjedési területe